# Seydou Doumbia
Seydou Doumbia (Abiyán, Costa de Marfil, 31 de diciembre de 1987) es un exfutbolista marfileño que jugaba como delantero.

## Trayectoria
Su carrera empieza en el ASEC Mimosas, club marfileño, donde en 14 partidos convierte 11 goles. Después ficha por el Denguelé Sports d'Odienné, también marfileño, donde en 20 partidos realiza 15 dianas.
Luego firma 3 años por el Kashiwa Reysol, un equipo de Tokio, donde realiza una pobre campaña (en 22 apariciones solo consigue marcar 4 goles), yéndose posteriormente cedido al Tokushima Vortis, club japonés también, donde en 16 apariciones consigue 7 goles.
Más adelante se va 2 años al Young Boys de Suiza donde consigue su mejor marca, en 64 partidos consigue 50 tantos. Sus números hacen que el CSKA de Moscú lo fiche en 2010, donde ha jugado más de 100 partidos y ha marcado 83 goles. En enero de 2015 ficha por la AS Roma por una suma de 15 millones de euros.
Tras no rendir como se esperaba, y ante las llegadas de Edin Džeko y Mohamed Salah, el 10 de agosto la Roma le permite volver al CSKA de Moscú a modo de cesión para poder recuperar su nivel. El 1 de febrero de 2016 es contratado por el Newcastle United en calidad de cedido por lo que resta de la temporada.
Las temporadas 2016-17 y 2017-18 las jugó en calidad de cedido en Fussballclub Basilea y Sporting de Lisboa respectivamente.
En agosto de 2018 fichó por tres temporadas con el Girona Fútbol Club, aunque solo llegó a disputar la primera de ellas, ya que en agosto de 2019, club y jugador llegaron a un acuerdo para la rescisión del contrato.
El 1 de septiembre de 2019 fichó por el FC Sion dónde disputó un total de 17 partidos marcando 6 goles, sin embargo el 19 de marzo de 2020 volvería a quedar libre.
El 26 de enero de 2021 ficharía por el Hamrun Spart, dónde jugaría tan sólo 6 partidos y marcaría 4 goles. El 30 de junio de 2021, dejaría el club y quedaría en condición libre nuevamente.
Finalmente, el 30 de junio de 2022 anunciaría su retiro del fútbol profesional.

## Selección nacional
Fue internacional con la selección de Costa de Marfil en 39 ocasiones en las que marcó ocho goles.
Fue convocado por la selección absoluta para el Mundial de Sudáfrica de 2010, no así para el Mundial de Brasil 2014.
Se consagró campeón de la Copa África 2015 derrotando en los penaltis a Ghana, transformando el suyo y siendo parte de una hazaña histórica.

### Participaciones en Copas del Mundo
| Mundial                        | Sede      | Resultado    |
| ------------------------------ | --------- | ------------ |
| Copa Mundial de Fútbol de 2010 | Sudáfrica | Primera fase |

## Clubes
| Club                            | País            | Año           | Partidos | Goles |
| ------------------------------- | --------------- | ------------- | -------- | ----- |
| ASEC Mimosas                    | Costa de Marfil | 2003-2004     | 15       | 10    |
| AS Denguélé                     | Costa de Marfil | 2004-2005     | 20       | 15    |
| Kashiwa Reysol                  | Japón           | 2006-2008     | 29       | 4     |
| Tokushima Vortis                | Japón           | 2008          | 16       | 7     |
| B. S. C. Young Boys             | Suiza           | 2008-2010     | 71       | 52    |
| P. F. C. CSKA Moscú             | Rusia           | 2010-2015     | 129      | 84    |
| A. S. Roma                      | Italia          | 2015          | 14       | 2     |
| P. F. C. CSKA Moscú (cedido)    | Rusia           | 2015          | 21       | 11    |
| Newcastle United F. C. (cedido) | Inglaterra      | 2016          | 3        | 0     |
| F. C. Basilea (cedido)          | Suiza           | 2016-2017     | 34       | 21    |
| Sporting de Lisboa (cedido)     | Portugal        | 2017-2018     | 29       | 8     |
| Girona F. C.                    | España          | 2018-2019     | 22       | 3     |
| F. C. Sion                      | Suiza           | 2019-2020     | 17       | 6     |
| Ħamrun Spartans F. C.           | Malta           | 2021          | 6        | 4     |
| Total carrera                   | Total carrera   | Total carrera | 426      | 227   |

## Palmarés

### Títulos nacionales
| Título                      | Club                  | País     | Año     |
| --------------------------- | --------------------- | -------- | ------- |
| Copa de Rusia               | P. F. C. CSKA Moscú   | Rusia    | 2010-11 |
| Copa de Rusia               | P. F. C. CSKA Moscú   | Rusia    | 2012-13 |
| Liga Premier de Rusia       | P. F. C. CSKA Moscú   | Rusia    | 2012-13 |
| Supercopa de Rusia          | P. F. C. CSKA Moscú   | Rusia    | 2013    |
| Liga Premier de Rusia       | P. F. C. CSKA Moscú   | Rusia    | 2013-14 |
| Supercopa de Rusia          | P. F. C. CSKA Moscú   | Rusia    | 2014    |
| Copa de la Liga de Portugal | Sporting de Lisboa    | Portugal | 2017-18 |
| Premier League de Malta     | Ħamrun Spartans F. C. | Malta    | 2020-21 |

### Títulos internacionales
| Título                    | Club (*)                     | País              | Año  |
| ------------------------- | ---------------------------- | ----------------- | ---- |
| Copa Africana de Naciones | Selección de Costa de Marfil | Guinea Ecuatorial | 2015 |

### Distinciones individuales
| Distinción                                               | Año  |
| -------------------------------------------------------- | ---- |
| Máximo goleador de la Superliga de Suiza (20 goles)      | 2009 |
| Máximo goleador de la Superliga de Suiza (30 goles)      | 2010 |
| Máximo goleador de la Premier League de Rusia (18 goles) | 2015 |